# Sandplutt
Sandplutt (Dextrogaster suecica) är en sjöpungsart som beskrevs av Monniot 1962 . Sandplutt ingår i släktet Dextrogaster och familjen högermagade sjöpungar. Enligt den svenska rödlistan är arten otillräckligt studerad i Sverige. Arten förekommer i Götaland. Artens livsmiljö är havet. Inga underarter finns listade i Catalogue of Life.